# Kennedy Blades
Kennedy Alexis Blades (Chicago, 4 settembre 2003) è una lottatrice statunitense, specializzata nella lotta libera.

## Biografia
Dopo un oro, un argento ed un bronzo mondiale a livello giovanili tra il 2021 ed il 2023, ai Giochi olimpici di Parigi 2024 raggiunge la finale nella categoria fino ai 76 kg, dove viene battuta dalla giapponese Yuka Kagami vincendo l'argento.
Il 9 maggio 2025 vince la medaglia d'oro nella categoria 68 kg ai Campionati panamericani di lotta di Monterrey.

## Palmarès
- Giochi olimpici

Parigi 2024: argento nei 76 kg.
- Campionati asiatici

Monterrey 2025: oro nei 68 kg.
- Campionati mondiali Under-23

Tirana 2023: argento nei 76 kg.
- Campionati mondiali junior

Ufa 2021: oro nei 72 kg.
Amman 2023: bronzo nei 76 kg.